# Levantamiento alemán de los Sudetes
El levantamiento alemán de los Sudetes (en checo: sudetoněmecké povstání) en septiembre de 1938 fue una rebelión espontánea de los alemanes de los Sudetes contra las autoridades checoslovacas en los Sudetes, pero al mismo tiempo, una acción organizada orquestada por el Partido Alemán de los Sudetes (SdP) presidido por Konrad Henlein. Por lo tanto, el levantamiento también se conoce como el golpe de Henlein (o intento de golpe; en checo: henleinovský puč).
El 10 de septiembre de 1938, todas las organizaciones de distrito del SdP recibieron una orden desde Núremberg para iniciar protestas y altercados. El 11 de septiembre, los partidarios de Henlein se enfrentaron a la policía en Cheb, Liberec, Teplice y otros lugares. En la noche del 12 de septiembre, los alemanes de los Sudetes escucharon en masa el discurso de radio de Hitler acusando a Checoslovaquia de torturar y oprimir a la minoría alemana. Este discurso desató una ola de violencia contra checos, judíos y antifascistas alemanes de los Sudetes en las zonas fronterizas. En la mañana del 13 de septiembre se inició el levantamiento armado previsto, y para el 15 del mismo mes ya había 37 muertos. El 14 de septiembre, el levantamiento fue reprimido parcialmente debido a la declaración de la ley marcial, el despliegue de las fuerzas armadas y el refuerzo de la Guardia de Defensa del Estado. Sin embargo, continuaron los disturbios en las regiones fronterizas.
Las autoridades checoslovacas respondieron reforzando la frontera con Alemania. Las unidades móviles del ejército reforzadas por tanques ligeros y vehículos blindados restauraron el orden en regiones como Cheb, Frýdlant, Šluknov o Varnsdorf, lo que resultó en una disminución de las actividades de la insurgencia. Al darse cuenta de lo que habían hecho los Freikorps, muchos alemanes de los Sudetes escaparon a través de la frontera hacia Alemania. Tras la intensificación de las demandas de Hitler, el 23 de septiembre se llevó a cabo la movilización del ejército checoslovaco. Varias acciones de contrainsurgencia tuvieron que ser revocadas porque las unidades militares asumieron posiciones defensivas más hacia el interior.
Con la firma de los Acuerdos de Múnich el levantamiento prácticamente había terminado, pero los incidentes violentos ocurrieron ocasionalmente incluso en octubre, el último en Moravská Chrastová el 31 de octubre. El 30 de septiembre, las acciones de los Freikorps terminaron formalmente mediante la orden n.º 30. Sin embargo, los partidarios de Henlein continuaron sus ataques contra los checoslovacos en retirada. El 1 de octubre, los Freikorps emitieron una orden para “eliminar a los izquierdistas y checos que huyen”. Más de 200.000 personas, en su mayoría checos pero también judíos y antifascistas alemanes de los Sudetes, huyeron de los Sudetes por miedo a los nazis.